# Bardengouw

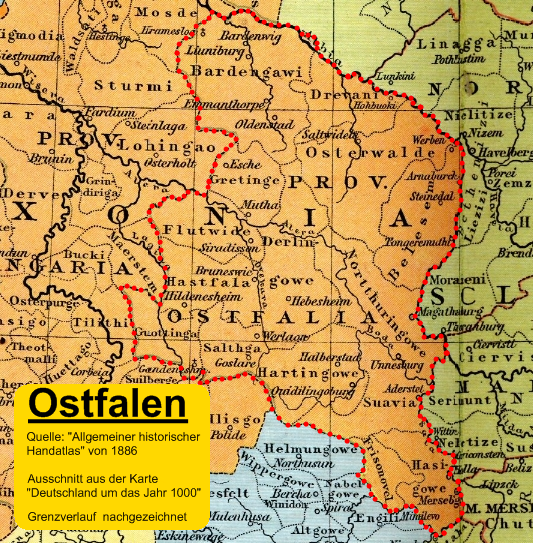
Oostfalen rond het jaar 1000. Bardengouw (Bardengawi) is aan de bovenkant van de kaart te zien

De Bardengouw was een vroeg-middeleeuwse gouw in het Hertogdom Saksen. De Bardengouw maakte deel uit van Oostfalen en lag in de benedenloop van de Elbe. De belangrijkste stad in de Bardengouw was Bardowick; andere belangrijke steden waren Lüneburg en Oldenstadt (het huidige Uelzen).
De naam Bardengouw kan afgeleid zijn van die van het volk der Langobarden, dat in de 3e of 4e eeuw hier leefde. Een groep Langobarden, aldus deze hypothese, kan ervoor gekozen hebben, niet met hun volksgenoten verder te zijn getrokken, maar hier te blijven. Bewezen is dit echter niet.
De Bardengouw werd begrensd door de Limes Saxonicus, de Polaben, de Drewani en de gouwen Osterwalde, Derlingouw, Gretinge, Lohingau, Sturmi, Mosde en de gouw Stormarn.
De Bardengouw wordt genoemd als een gebied, waar Karel de Grote in het jaar 795 inviel om te vechten tegen de  Saksen. De Oude zoutroute van Lüneburg naar Lübeck, met haar oversteekplaats van de Elbe bij Artlenburg, liep door de Bardengouw. Daarnaast was de gouw tevens een grensgouw tegen de Slaven.
Vanaf de 9e eeuw worden leden van de Billungers als graven van de Bardengouw vermeld. Egbert Billung, ontving in 892 van de Oost-Frankische koning Arnulf van Karinthië 66 koninklijke hoeven in de Tilithigouw de Marstemgouw, de Loingau en de Bardengouw. Wichman de oude een zoon van Egbert, was graaf in de Bardengouw.
Via de erfgenamen van de Billungers, de Welfen, ging de Bardengouw uiteindelijk deel uitmaken van het hertogdom Brunswijk-Wolfenbüttel.

## Verder lezen
- W.C.C. von Hammerstein-Loxten, Der Bardengau. Eine historische Untersuchung über dessen Verhältnisse und über den Güterbesitz der Billunger, Hannover, 1869.